# Mont Teshio
Le mont Teshio (天塩岳, Teshio-dake) est la plus haute montagne des monts Kitami. Culminant à 1 558 m elle est située à la limite des villes de Shibetsu et Takinoue en Hokkaidō au Japon. Le fleuve Teshio prend sa source sur les flancs de la montagne.

## Géographie

### Géologie
Le mont Teshio est composé de roche felsique non-alcaline vieille de 15 à 7 millions d'années.

### Flore et faune
Au pied de la montagne vivent de nombreux pics noirs ainsi que des renards roux japonais et des ours bruns de Hokkaidō. Des ochotonas vivent à proximité du sommet.
Parmi les importantes plantes alpines se trouvent Rhododendron aureum et Diapensia sp..

## Histoire
Le 6 janvier 1978, le mont Teshio et la région environnante ont été désignés « parc naturel préfectoral du mont Teshio » (天塩岳道立自然公園, Teshio-dake dōritsu shizenkōen).